# Dedalus Healthcare Group
Die Dedalus S.p.A. ist ein Anbieter von Medizinsoftware. Produkte sind u. a. ein Krankenhausinformationssystem, ein Radiologieinformationssystem, ein PACS und ein Dokumentenmanagementsystem. Das Unternehmen wurde 1982 in Florenz gegründet. Der Hauptsitz befindet sich heute in Mailand.

## Gründung
Giorgio Moretti hat 1982 während seines Medizinstudiums bereits die Firma Quasar S.p.A. gegründet, die sich auf den Gesundheits- und Finanzsektor im Bereich IT spezialisiert hatte. 1987 fusionierte er mit der Firma Datamat und entwickelte IT-Lösungen für Banken sowie für den Verteidigungs- und Raumfahrtsektor in 50 Ländern. 2005 konzentrierte sich Moretti erneut auf den Gesundheitssektor und hat seit dieser Zeit ca. 75 Unternehmen aufgekauft und in die Dedalus Healthcare Group integriert.
Der Name soll auf Dädalus, den Vater des Ikarus, zurückgehen, der in der griechischen Mythologie als genialer Erfinder galt.

## Übernahmen
Das Kerngeschäft der Dedalus Group ist in erster Linie das Angebot von Krankenhausinformationssystemen (KIS) im Gesundheitswesen für den Bereich der stationären Versorgung sowie die Abwicklung von bildgebenden Verfahren, z. B. in der Radiologie. Dabei konzentrierte sich Moretti zunächst auf den italienischen und französischen Markt. Ende der 1990er Jahre konzentrierte sich Moretti darauf, seinen Marktanteil zu erhöhen, u. a. durch Zukäufe von anderen KIS-Anbietern. So kaufte Moretti 2000 die Unternehmen Bull Italia und Millennium um in dem Markt für Allgemeinmedizin Fuß fassen zu können.
2011 steigt als Finanzgeber der Fonds Mandarin Capital Partners bei Dedalus mit 27 % ein und sichert der Group finanziell somit weitere Expansionsmöglichkeiten. So begann das Unternehmen 2012, sich in der MENA-Region („Middle East & North Africa“) sowie in China, Südafrika und Südamerika zu engagieren. 2016 erweiterte das Unternehmen erneut sein Portfolio durch den Zukauf des Berliner Pathologie-Software-Unternehmens NoemaLife. Damit sicherte sich das Unternehmen nach eigenen Angaben die Marktführerschaft im italienischen Gesundheitssektor. Im gleichen Jahr steigt mit 60 % die größte europäische Private Equity Firma Ardian im Unternehmen ein und übernahm die Mehrheitsanteile. Die französische Beteiligungsfirma verwaltet ca. 96 Milliarden US-Dollar, mit eigenen Mitteln hätte sich Dedalus Healthcare vermutlich nicht weiterentwickeln können - hierzu bedurfte es eines finanzkräftigen Investors. Geschäftsführer (CEO) bleibt weiterhin Giorgio Moretti.
Es folgen weitere Zukäufe, so konnte die Dedalus Group 2017 den französischen Marktführer im Bereich Laborsoftware (Netika) übernehmen, 2018 folgte die Übernahme des ebenfalls französischen Unternehmens DL Santé und Infologic, womit die Dedalus Group nun nach eigenen Angaben der zweitgrößte KIS Anbieter in Frankreich ist. 2019 übernahm das Unternehmen erneut zwei Firmen, dieses Mal die Firmen Softech und Web100T. Im Jahr 2021 wurden folgende Unternehmen übernommen: OSM AG (Softwareanbieter im Gesundheitswesen), Dosing GmbH (Softwareanbieter im Bereich Medikationssicherheit), Dobco Medical Systems N. V. (Software im Bereich der Diagnostik) sowie ix.mid GmbH (Laborkommunikationssoftware) und Swiftqueue (Cloud-Lösungen). Auch 2022 setzte das Unternehmen auf Expansion, u. a. durch Übernahme anderer Software-Anbieter. So wurde 2022 die Mehrheit an der Care-Bridge GmbH übernommen, ein Unternehmen für Cloud-Lösungen. Ebenfalls übernommen wurde im gleichen Jahr das Software- und Beratungsunternehmen GSG GmbH, die sich speziell auf den Bereich des Medizincontrollings festgelegt hatte.

## Marktführerschaft Healthcare IT
Nach eigenen Angaben strebt das Unternehmen an, Marktführer im Bereich Healthcare IT zu werden. Hierzu übernahm im Mai 2020 das Unternehmen den aktuellen Marktführer im europäischen Markt - AGFA Healthcare, ehemals GWI AG. Agfa benötigt nach eigenen Angaben liquide Mittel zur Sanierung des eigenen Unternehmens bzw. für notwendige Investitionen. Zusätzlich soll mit dem frischen Geld der Pensionsfonds gesichert werden. Zuvor scheiterte bereits die Übernahme eines ebenfalls im Gesundheitssektors tätigen Unternehmen CompuGroup Medical, mit den Schwerpunkten im Bereich der Arztpraxen und Apotheken. Die neue Dedalus Healthcare Group umfasst nach dem Zukauf der Agfa-Healthcare zum Stand 2020 über mehr als 3500 Mitarbeiter mit einem Umsatz von ca. 500 Mio. Euro. Zweitplatzierter im Bereich der Healthcare IT in Europa ist die amerikanische Firma Cerner Corporation die 2015 die Gesundheits-IT-Sparte von der Siemens AG übernommen hatte und 2022 ihrerseits von Oracle gekauft wurde, gefolgt von der Nexus ag. Im Jahr 2021 übernahm das Unternehmen den Marktführer im Bereich von Labor-Informationssystemen (OSM AG), womit das Unternehmen nach eigenen Angaben weiter auf Expansionskurs ist.

## Dedalus im deutschsprachigen Raum
Im deutschsprachigen Raum beschäftigt das Unternehmen rund 800 Mitarbeiter. Die Firmenzentrale der DH Healthcare GmbH befindet sich in Bonn. Weitere Firmenstandorte sind: Berlin, Essen, Hamburg, Jena, Köln, Osnabrück, Rottenburg, Stuttgart, Trier, Wien (A), Graz (A), Dübendorf (CH) und Wallisellen (CH).